# Fernando Varela Palma
Fernando Varela Palma, es un diplomático chileno, actual embajador de Chile en Turquía. En su carrera diplomática ha sido embajador de Chile en Jordania (2009-2013) y concurrente en Arabia Saudí y cónsul en San Francisco (EE.UU) y Ushuaia (Argentina). También se ha desempeñado en las embajadas de Argentina, Estados Unidos, Israel, Francia, Venezuela y en las misiones de Chile en Naciones Unidas.

## Biografía
Fue egresado de la Facultad de Derecho en la Universidad de Concepción y de la Academia Diplomática Andrés Bello.
En el exterior ha sido Embajador de Chile en el Reino de Jordania, concurrente en Arabia Saudita y como Cónsul General en San Francisco y Cónsul en Ushuaia.
También ha desempeñado funciones en las Embajadas de Chile en Argentina, Estados Unidos, Israel, Francia y Venezuela y en las misiones de Chile en Naciones Unidas y en la OEA.
En Chile ha ejercido diversos cargos en las Direcciones de Planificación, Asuntos Consulares e Inmigración, y General de Política Exterior. Entre 2004 y 2005, ejerció también como Subdirector de la Dirección de América del Sur. También fue director de la Dirección de Asia Pacífico de la Cancillería.